# Winnetou: Skarb w Srebrnym Jeziorze
Winnetou: Skarb w Srebrnym Jeziorze (niem. Der Schatz im Silbersee, serb.-chorw. Blago u srebrnom jezeru, franc. Le trésor du lac d’argent) – zachodnioniemiecko-jugosłowiańsko-francuski film przygodowy z 1962 roku na post. powieści Karla Maya o tym samym tytule.

## Fabuła
Wódz Apaczów Winnetou i jego biały przyjaciel Old Shatterhand wędrują przez prerię w poszukiwaniu mitycznego Srebrnego Jeziora. Ich tropem podąża banda samozwańczego pułkownika Brinkleya.

## Obsada
- Lex Barker – Old Shatterhand
- Horst Niendorf – Old Shatterhand (głos)
- Pierre Brice – Winnetou
- Herbert Stass – Winnetou (głos)
- Götz George – Fred Engel
- Herbert Lom – pułkownik Brinkley
- Karin Dor – Ellen Patterson
- Eddi Arent – lord Castlepool
- Marianne Hoppe – pani Butler
- Ralf Wolter – Sam Hawkens
- Mirko Boman – Gunstick Uncle
- Gerd Martienzen – Gunstick Uncle (głos)
- Sima Janićijević – Patterson
- Erwin Linder – Patterson (głos)
- Jozo Kovačević – Wielki Wilk
- Uwe Friedrichsen – Wielki Wilk (głos)
- Slobodan Dimitrijević – Rollender Donner
- Branko Špoljar – Doc Jefferson Hartley
- Josef Dahmen – Doc Jefferson Hartley (głos)
- Ilija Ivezić – Hilton
- Hans Walter Clasen – Hilton (głos)
- Vladimir Medar – właściciel saloonu
- Milivoj Stojanovic – Knox
- Velemir Chytil – Woodward
- Antun Nalis – Bruns
- Rolf Mamero – narrator (głos)

## Wersja polska
Opracowanie i udźwiękowienie wersji polskiej: Studio Opracowań Filmów w Warszawie

Reżyseria: Jerzy Twardowski
- Mariusz Dmochowski – Old Shatterhand
- Henryk Czyż – Winnetou
- Teodor Gendera – Fred Engel
- Teofil Bylczyński – pułkownik Brinkley
- Alicja Pawlicka – Ellen Patterson
- Maria Homerska – pani Butler
- Konrad Morawski – Sam Hawkens
- Mieczysław Gajda – Gunstick Uncle
- Henryk Bąk

i inni

## Premiera
W Polsce był wyświetlany w lutym 1965 roku.